# Parti socialiste des Comores
Le parti socialiste des Comores ou Pasoco est un parti politique de l'Archipel des Comores.

## Histoire
Officiellement fondé en août 1969, le Parti socialiste des Comores, ou Pasoco, est dès l'origine marxiste et indépendantiste,,. Le Mouvement de libération nationale des Comores (Molinaco), fondé à Dar es Salam au Tanganyika en 1963 par des membres de la diaspora comorienne, participe à la fondation du Pasoco. Il est soutenu par des jeunes, notamment des étudiants. Beaucoup de ses activistes sont des Comoriens partis s'installer à Zanzibar avant de revenir aux Comores. Il est dirigé par Salim Himidi, Abdulkader et Fazul.
Bien que très minoritaire, le Pasoco pèse dans le jeu politique par sa propagande et sa capacité d'agitation. C'est alors un petit parti bien organisé, dirigé par un groupe d'intellectuels. Il publie le seul journal politique des Comores, appelé Uhuru (indépendance), ce qui lui permet d'avoir de l'influence sur l'élite alphabétisée. Ce journal est rédigé en français. Pour étendre son influence, le Pasoco organise des cours d'alphabétisation dans les villages.